# Strażnica – Towarzystwo Biblijne i Broszur

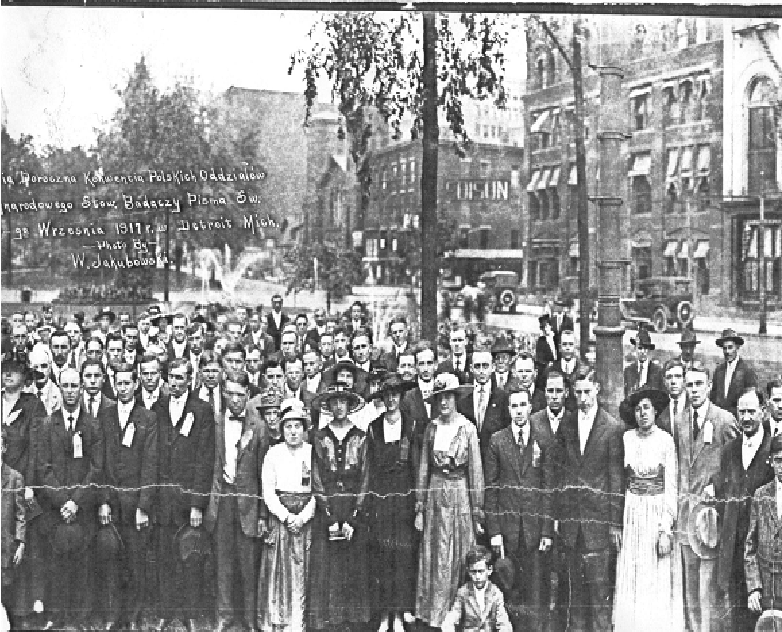
Generalna Konwencja polskich zborów Badaczy Pisma Świętego w Ameryce (wrzesień 1917 Detroit) – fragment

Strażnica – Towarzystwo Biblijne i Broszur – korporacja prawna powołana w styczniu 1919 roku przez polskich Badaczy Pisma Świętego w Detroit, w stanie Michigan, w Stanach Zjednoczonych. Działała do lipca 1921 roku jako polska filia Watch Tower Bible and Tract Society.

## Okoliczności powołania korporacji

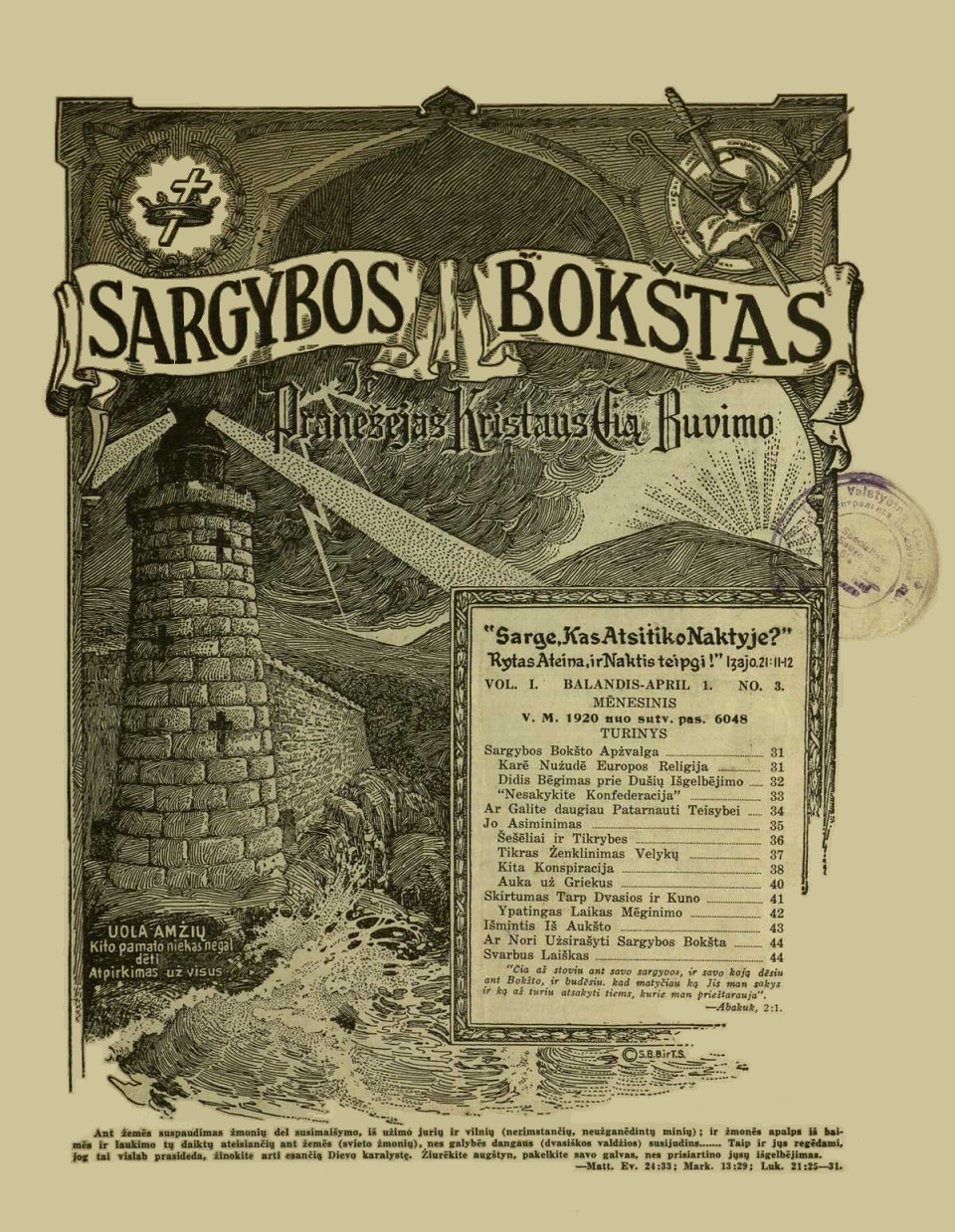
„Strażnica” w języku litewskim, 1920
– wydanie Strażnica – Tow. Biblijne i Broszur

Pod koniec I wojny światowej ośmiu członków zarządu Towarzystwa Strażnica zostało niesłusznie oskarżonych o szpiegostwo na rzecz Niemiec i aresztowanych 8 maja 1918 roku. Zamknięto znajdujące się w Brooklynie Biuro Główne i ustała obcojęzyczna działalność Badaczy Pisma Świętego w Stanach Zjednoczonych. Prace biurowe zostały ponownie przeniesione do Allegheny (obecnie dzielnica Pittsburgha). Do maja 1918 roku polska edycja „Strażnicy” ukazywała się pod nadzorem komitetu redakcyjnego, który stanowili: Joseph F. Rutherford, William E. Van Amburgh, Frederick H. Robison, George H. Fisher i William E. Page.
By przeciwdziałać zastojowi wśród polskich zborów 20 stycznia 1919 roku zarejestrowano polską filię Towarzystwa. Nosiła ona polską nazwę Strażnica – Towarzystwo Biblijne i Broszur, a jej celem było zaopatrywanie w literaturę biblijną oraz wzmacnianie zborów polskojęzycznych. Pierwszym prezesem korporacji został Czesław Kasprzykowski. W skład Komitetu Wykonawczego korporacji powołano: A.A. Backiela, Cz. Kasprzykowskiego, W.S. Kołomyjskiego i Mikołaja M. Kostyna. Nieco później powołano dyrekcję korporacji, w której się znaleźli: S. Bończak, M. Job, M.M. Kostyn, Cz. Kasprzykowski, Ludwik Kuźma, W.S. Kołomyjski i W. Świętek.

## Działalność korporacji

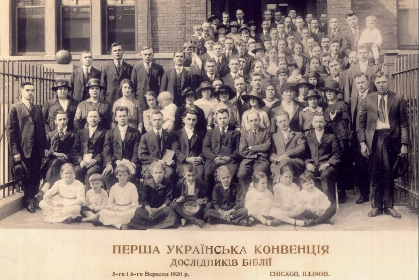
Pierwsza konwencja ukraińskich Badaczy Pisma Świętego w Stanach Zjednoczonych (3, 4 września 1920, Chicago)

Towarzystwo to wynajęło zawodowych tłumaczy, panów J. Ostrowskiego i P. Marskiego, do tłumaczenia literatury angielskojęzycznej na język polski. W ten sposób przetłumaczono tomy 2, 3, 4, 5, 6 i 7 Wykładów Pisma Świętego oraz różne broszury i traktaty. W 1921 roku wydano też śpiewnik Pieśni Brzasku Tysiąclecia. Literatura biblijna szybko się rozchodziła. Głównym zadaniem tej korporacji było zachęcanie zborów do trwania w wierze pomimo wielu trudności oraz zaopatrywanie ich w literaturę. Już na początku 1920 roku korporacja wysyłała 10 pielgrzymów, jak nazywano wówczas nadzorców obwodu, by objeżdżali polskojęzyczne zbory w Stanach Zjednoczonych.
Na początku roku 1921 korporacja przejęła nadzór również nad działalnością wśród osób narodowości czeskiej i słowackiej, litewskiej, rosyjskiej oraz ukraińskiej. Każda z grup miała swego przedstawiciela w polskiej filii Towarzystwa w Detroit. Oddział Ukraiński nadzorował Mikołaj M. Kostyn, który był narodowości ukraińskiej. Interesowano się również rozwojem działalności w Polsce prowadzonej przez Badaczy Pisma Świętego. W 1920 roku wysłano do Polski W.S. Kołomyjskiego (będącego wówczas zarówno pielgrzymem, jak też przewodniczącym zarządu korporacji) oraz Cz. Kasprzykowskiego (również pielgrzyma).

## Zakończenie działalności
Korporacja ta nie miała na celu rywalizacji z macierzystą Watch Tower Bible and Tract Society. Uwięzionych członków zarządu zwolniono za kaucją 25 marca 1919 roku. Od października 1919 główny ośrodek działalności Badaczy Pisma Świętego znów mieścił się w Brooklynie. Również od października 1919 roku polska edycja „Strażnicy” ponownie była wydawana pod nadzorem tego samego komitetu redakcyjnego złożonego z J.F. Rutherforda, W.E. Van Amburgha, F.H. Robisona, G.H. Fishera i W.E. Page’a. W styczniu 1921 roku uchwałą zarządu na prezesa Strażnicy – Towarzystwa Biblijnego i Broszur wybrano J.F. Rutherforda, sprawującego już wcześniej tę funkcję w korporacji macierzystej, a 2 lipca tego samego roku na walnym zgromadzeniu postanowiono polski oddział wcielić do korporacji pensylwańskiej. W maju 1922 roku przeniesiono biuro oddziału polskiego do Brooklynu i od tego momentu rozpoczęto wydawanie „Strażnicy” oraz książek i broszur w języku polskim w tym ośrodku.